# Chandlai
Chandlai är en ort i Indien.   Den ligger i distriktet Jaipur och delstaten Rajasthan, i den nordvästra delen av landet, 250 km sydväst om huvudstaden New Delhi. Chandlai ligger 337 meter över havet och antalet invånare är 3 176.
Terrängen runt Chandlai är platt. Runt Chandlai är det ganska tätbefolkat, med 248 invånare per kvadratkilometer. Närmaste större samhälle är Chaksu, 11,4 km sydost om Chandlai. Trakten runt Chandlai består till största delen av jordbruksmark.